# Днепровокаменский сельский совет
Днепровокаменский сельский совет (укр. Дніпровокам'янська сільська рада) — входит в состав
Верхнеднепровского района
Днепропетровской области
Украины.
Административный центр сельского совета находится в 
с. Днепровокаменка.

## Населённые пункты совета
- с. Днепровокаменка
- с. Ивашково
- с. Калужино
- с. Павловка
- с. Сусловка